# 9648 Gotouhideo
9648 Gotouhideo eller 1993 UB9 är en asteroid i huvudbältet som upptäcktes den 30 oktober 1993 av den japanska amatörastronomen Fumiaki Uto vid Kashihara-observatoriet. Den är uppkallad efter den japanske amatörastronomen Gotou Hideo.
Asteroiden har en diameter på ungefär 4 kilometer.